# React 2 Rhythm
React 2 Rhythm was een kort bestaande Britse groep die progressive house maakte. De groep bestond uit Andrew Charman, Richard Dight, Richard Tappin en Ray Wagstaff. Ze werden met name bekend om het nummer Intoxication.

## Geschiedenis
De groep uit Londen debuteerde in maart van 1990 met het nummer Rhythm Addiction op het label Guerilla Records. De doorbraak volgde een jaar later met Intoxication. Opvallend in het nummer is een sample van het nummer Blood Vibes van Masters at Work, dat zelf een bewerking is van een sample van de rapper Junior Reid. Deze single had een belangrijke invloed op het ontstaan van progressive house en er werden diverse remixes gemaakt door Leftfield. In 1992 verscheen er een album. Op Whatever you dream werden clubtracks uitgewerkt tot luisterplaten met zo nu en dan muzikale ondersteuning van Christine Leach. Van het album werden nog drie singles getrokken. 
De groep ging ook op tournee. Eind 1992 viel de groep echter uiteen. Richard Dight en Richard Tappin gingen door als Bert & Eernie, al wisten ze daar nooit meer potten mee te breken. Van Charman en Wagstaff werd niets meer vernomen. Wel verscheen Intoxication in 1997 opnieuw op single met een remix door John Digweed.

## Discografie

### Albums
- Whatever You Dream (1992)

### Singles
- Rhythm Addiction (1990)
- Intoxication (1991)
- All Or Nothing (1992)
- Whatever You Dream (1992)
- I Know You Like It (1992)